# Miss France 1977
Miss France 1977 est la 47e élection de Miss France. Elle a lieu à l'Hôtel Nikko, Paris, le mercredi 29 décembre 1976.
Véronique Fagot, Miss Poitou 1976 et favorite de l'élection, remporte le titre et succède à Monique Uldaric, Miss France 1976. Elle est élève en première. Elle avait été élue Miss Poitou le 29 novembre 1976 à Airvault dans les Deux Sèvres, au cours d'un gala organisé par une vieille société sportive, « La France avant tout », réunissant près d'un de 2 000 personnes, soirée chaque année recommandée dans le bulletin paroissial[réf. nécessaire].

## Déroulement
L'élection fait l'objet d'un reportage acide et ironique de Patrice Laffont et Allain Bougrain-Dubourg pour Antenne 2 dans l'émission Un sur cinq le 19 janvier 1977.
On y apprend entre autres que Miss Haute-Vienne participe pour la 3e année consécutive, ce qui de nos jours est interdit.

## Jury
- H.Akiyama,  Pdg Hôtel Nikko
- Jean-Claude Bouttier, sportif
- Robert Beauvais, acteur
- M.de Brabanger
- Brigitte Drut
- Guy Drut, sportif
- Jacqueline Duforest, productrice ORTF
- Gilbert Fleurance, publicitaire éditeur
- Denis Joyeux, Conseiller de Paris
- Geneviève Leblanc, Comité Miss France
- Philippe Léonard, couture parfums
- Max Micol, photographe
- Eva Pascal, modiste
- Alice Ridel, directrice du Théâtre des Bouffes Parisiens
- François Solvinto, haute coiffure
- Myriam Stocco Dautreppe, Miss France 1971
- François Valéry, chanteur
- Sonia Verjus Renard, couturier

## Candidates
- Alsace : Doris Horn
- Angoulême : Évelyne Guerin
- Anjou : Édith Marsollier
- Aquitaine : Muriel Meyer
- Arcachon : Véronique Garcia
- Ardennes : Brigitte Vaucher
- Centre-ouest : Lydia Ehereau
- Bordeaux : Martine Lajus
- Bretagne : Christine Robin
- Brière : Liliane Mortier
- Champagne : Guilène Nancy
- Charentes : Catherine Dessevre
- Côte d'argent : Danièle Heret
- Côte d'Azur : Élisabeth Gandolfi
- Cote catalane : Angélique Busseron
- Côte d'Opale : Michèle Hennequin
- Côte de granit : Catherine Matonnier
- Creuse : Dominique Gaumet
- Entre-deux-mers : Francine Marchiado
- Essonne : Catherine Cailleux
- Flandre : Catherine Pouchele
- Franche-Comté : Jocelyne Mercier
- Gascogne : Marie-Noëlle Dardit
- Grande Motte : Corinne Maury
- Haute-Savoie : Christine Charriere
- Haute-Vienne : Angélique Dusservaix
- Ile-de-France : Frédérique Laffond
- Jura : Claude Prabel
- Landes : Rose-Marie Domenech
- Languedoc : Myriam Sojka
- La Rochelle : Chantal Beaudonnet
- Lille Métropole : Leilla Kassaba
- Limousin : Marie-Josée Santana
- Littoral nord : Patricia Herin
- Lorraine : Jacqueline Bayer
- Lyon : Michèle Pouzol
- Marseille : Brigitte Hermelin
- Maubeuge : Annie Demuriez
- Médoc : Claudine Duputh
- Monbazillac : Martine Tallet
- Normandie : Carène Dellinger
- Orléans : Annie Carre
- Paris : Françoise Bocci
- Picardie : Dominique Laurent
- Poitou : Véronique Fagot
- Réunion : Évelyne Pongerard
- Sarthe : Brigitte Cuinier
- Savoie : Nicole Basset
- Seine-et-Marne : Laurence Delaplace
- Tahiti : Patricia Servonnat
- Touraine : Annick Brillet [2]

## Classement final
| Résultat         | Candidate          | Région             |
| ---------------- | ------------------ | ------------------ |
| Miss France 1977 | Véronique Fagot    | Miss Poitou        |
| 1re dauphine     | Catherine Pouchele | Miss Flandres      |
| 2e dauphine      | Frédérique Lafond  | Miss Ile de France |
| 3e dauphine      | Élisabeth Gandolfi | Miss Côte d'Azur   |
| 4e dauphine      | Guilène Nancy      | Miss Champagne     |
| 5e dauphine      | Brigitte Hermelin  | Miss Marseille     |
| 6e dauphine      | Françoise Bocci    | Miss Paris         |

| Résultat                 | Candidate         | Région       |
| ------------------------ | ----------------- | ------------ |
| Miss Dom Tom France 1977 | Evelyne Pongérard | Miss Réunion |

Miss Réunion représente la France à Miss Univers et Miss Poitou la France à Miss Monde.
- Prix du Coiffure : Miss Miss Bretagne
- Prix du Costume Folklorique : Miss Angoulême
- Prix de l’Élégance : Miss Côte d'Opale
- Prix des Mannequins : Miss Essonne
- Prix du Sourire : Miss Littoral Nord
- Prix de Waleffe : Miss Tahiti[2]

Votes :
1. Miss Poitou: 24 voix
2. Miss Réunion : 21voix
3. Miss Tahiti: 20 voix
4. Miss Flandre : 19 voix
5. Miss  Ile de France : 17 voix (après délibération)
6. Miss Côte d'Azur : 17 voix
7. Miss Champagne : 14 voix
8. Miss Marseille : 13 voix
9. Miss Paris : 12 voix
10. Miss Côte Catalane : 10 voix
11. Miss Lille et Miss Normandie : 8 voix